# 窄體三足刺魨
窄體三足刺魨，為輻鰭魚綱魨形目鱗魨亞目三棘魨科的其中一種，為熱帶海水魚，分布於中西太平洋印尼及澳洲海域，棲息深度約15公尺，體長可達20公分，棲息在沙底質水域，以底棲性無脊椎動物為食，可作為食用魚。